# Discografia dei L'Arc~en~Ciel
Questa pagina contiene la discografia de L'Arc~en~Ciel, una band rock giapponese fondata nel 1991.

## Album
- Dune (27 aprile 1993)
- Tierra (14 luglio 1994)
- Heavenly (1º settembre 1995)
- True (12 dicembre 1996)
- Heart (25 febbraio 1998)
- Ark (1º luglio 1999)
- Ray (1º luglio 1999)
- Real (30 agosto 2000)
- SMILE (31 marzo 2004)
- Dune 10th Anniversary Edition (21 aprile 2004)
- Awake (22 giugno 2005)
- Kiss (21 novembre 2007)
- Butterfly (8 febbraio 2012)

## Raccolte
- Clicked Singles Best 13 (14 marzo 2001)
- The Best of L'Arc-en-Ciel 1994-1998 (19 marzo 2003)
- The Best of L'Arc-en-Ciel 1998-2000 (19 marzo 2003)
- The Best of L'Arc-en-Ciel C/W (19 marzo 2003)
- Quadrinity ~Member's Best Selections~ (10 marzo 2010)
- Twenity 1991-1996 (16 febbraio 2011)
- Twenity 1997-1999 (16 febbraio 2011)
- Twenity 2000-2010 (16 febbraio 2011)

## Remix
- Ectomorphed Works (28 giugno 2000)

## Singoli
| Anno | Titolo                                                                      | Japan Oricon Top 100 | Album     |
| ---- | --------------------------------------------------------------------------- | -------------------- | --------- |
| 1992 | Floods of Tears/Yasouka (Floods of tears/夜想花?)                           | –                    | Dune      |
| 1994 | Blurry Eyes                                                                 | 12                   | Tierra    |
| 1995 | Vivid Colors                                                                | 16                   | Heavenly  |
| 1995 | Natsu no Yuu-utsu [Time to Say Good-bye] (夏の憂鬱 [time to say good-bye]?) | 15                   | Heavenly  |
| 1996 | Kaze ni Kienaide (風にきえないで?)                                          | 4                    | True      |
| 1996 | Flower                                                                      | 5                    | True      |
| 1996 | Lies and Truth                                                              | 6                    | True      |
| 1997 | Niji (虹?)                                                                  | 3                    | Heart     |
| 1998 | Winter Fall                                                                 | 1                    | Heart     |
| 1998 | Dive to Blue                                                                | 1                    | Ark       |
| 1998 | Honey                                                                       | 1                    | Ray       |
| 1998 | Kasō (花葬?)                                                                | 4                    | Ray       |
| 1998 | Shinshoku ~Lose Control~ (浸食 ～Lose Control～?)                           | 2                    | Ray       |
| 1998 | Snow Drop                                                                   | 1                    | Ray       |
| 1998 | Forbidden Lover                                                             | 1                    | Ark       |
| 1999 | Heaven's Drive                                                              | 1                    | Ark       |
| 1999 | Pieces                                                                      | 1                    | Ark       |
| 1999 | Driver's High                                                               | 2                    | Ark       |
| 1999 | Love Flies                                                                  | 1                    | Real      |
| 2000 | Neo Universe/Finale                                                         | 1                    | Real      |
| 2000 | Stay Away                                                                   | 2                    | Real      |
| 2001 | Spirit Dreams Inside -Another Dream-                                        | 1                    | Smile     |
| 2004 | Ready Steady Go                                                             | 1                    | Smile     |
| 2004 | Hitomi no Juunin (瞳の住人?)                                                | 1                    | Smile     |
| 2004 | Jiyuu e no Shoutai (自由への招待?)                                          | 1                    | Awake     |
| 2005 | Killing Me                                                                  | 1                    | Awake     |
| 2005 | New World                                                                   | 1                    | Awake     |
| 2005 | Jojoushi (叙情詩?)                                                          | 1                    | Awake     |
| 2005 | Link                                                                        | 2                    | Kiss      |
| 2006 | The Fourth Avenue Café                                                      | 5                    | True      |
| 2007 | Seventh Heaven                                                              | 1                    | Kiss      |
| 2007 | My Heart Draws a Dream                                                      | 1                    | Kiss      |
| 2007 | Daybreak's Bell                                                             | 1                    | Kiss      |
| 2007 | Hurry Xmas                                                                  | 2                    | Kiss      |
| 2008 | Drink It Down                                                               | 1                    | Butterfly |
| 2008 | Nexus 4/Shine                                                               | 2                    | Butterfly |
| 2010 | Bless                                                                       | 2                    | Butterfly |
| 2011 | Good Luck My Way                                                            | 4                    | Butterfly |
| 2011 | X X X                                                                       | 1                    | Butterfly |
| 2011 | Chase                                                                       | 2                    | Butterfly |

### Singoli digitali
| Year | Title                | Japan Oricon Top 100 | Album             |
| ---- | -------------------- | -------------------- | ----------------- |
| 2010 | I Love Rock 'n' Roll | -                    | Twenity 2000-2010 |

## Home video
| Titolo                                                      | Data di pubblicazione in VHS | Data di pubblicazione in DVD      |
| ----------------------------------------------------------- | ---------------------------- | --------------------------------- |
| L'Arc-en-Ciel                                               | 16 marzo 1992                | ---                               |
| Touch of Dune                                               | 21 ottobre 1993              | ---                               |
| Nemuri ni Yosete (眠りによせて)                             | 1º luglio 1994               | 17 dicembre 2003                  |
| Siesta ~Film of Dreams~                                     | 1º dicembre 1994             | 17 dicembre 2003                  |
| And She Said                                                | 21 maggio 1995               | 17 dicembre 2003                  |
| Heavenly ~Films~                                            | 21 marzo 1996                | 17 dicembre 2003                  |
| A Piece of Reincarnation                                    | 22 aprile 1998               | 11 agosto 1999 - 17 dicembre 2003 |
| Heart ni Hi wo Tsukero! (ハートに火をつけろ！)              | 23 dicembre 1998             | 11 agosto 1999 - 17 dicembre 2003 |
| Chronicle                                                   | 11 agosto 1999               | 11 agosto 1999                    |
| 1999 Grand Cross Conclusion                                 | 1º dicembre 1999             | 1º dicembre 1999                  |
| Chronicle 2                                                 | 28 marzo 2001                | 28 marzo 2001                     |
| Club Circuit 2000 Realive -No Cut-                          | 20 giugno 2001               | 20 giugno 2001                    |
| 7                                                           | ---                          | 17 dicembre 2003                  |
| Live in U.S.A. ~At 1st Mariner Arena July 31, 2004~         | ---                          | 8 dicembre 2004                   |
| Smile Tour 2004 ～全国編～                                  | ---                          | 1º giugno 2005                    |
| Awake Tour 2005                                             | ---                          | 14 dicembre 2005                  |
| Asialive 2005                                               | ---                          | 21 giugno 2006                    |
| Chronicle 0 -Zero-                                          | ---                          | 14 febbraio 2007                  |
| Five Live Archives                                          | ---                          | 4 aprile 2007                     |
| 15th L'Anniversary Live                                     | ---                          | 12 settembre 2007                 |
| Chronicle 3                                                 | ---                          | 5 dicembre 2007                   |
| Are you Ready? 2007 Mata Heart ni Hi wo Tsukero! in Okinawa | ---                          | 2 aprile 2008                     |
| Tour 2007-2008 Theater of Kiss                              | ---                          | 27 agosto 2008                    |
| Chronicle 4                                                 | ---                          | 25 febbraio 2009                  |
| Documentary Films ~Trans Asia via Paris~                    | ---                          | 25 marzo 2009                     |
| Live in Paris                                               | ---                          | 20 maggio 2009                    |
| Tour 2008 L'7 ~Trans Asia via Paris~                        | ---                          | 31 marzo 2010                     |
| Five Live Archives 2                                        | ---                          | 6 aprile 2011                     |
| 20th L'Anniversary LIVE                                     | ---                          | 28 dicembre 2011                  |